# Stockholms örlogsvarv

Stockholms örlogsvarv var ett av marinens skeppsvarv, ingående i Stockholms örlogsbas. Varvet hade verksamhet på Galärvarvsområdet på Djurgården, Skeppsholmens östra sida och på Beckholmen. Stockholms örlogsbas och varv flyttade under 1960-talet till den nya Musköbasen. Verksamheten lades slutligen ned 1969.

## Historik
Stockholms skeppsgård grundades omkring 1523 av Gustav Vasa nedanför slottet Tre Kronor vid Norrström. Det flyttades omkring 1560-talet till nuvarande Blasieholmen. På 1640-talet ersattes det av ett nytt varv på Skeppsholmen. Karl XI beslöt 1679 att flytta örlogsbasen, inklusive Stockholms skeppsgård, till Karlskrona.
Ett nytt örlogsvarv för den nya Skärgårdsflottans galärer tillkom på 1700-talet. Örlogsvarvet växte under 1800-talet med nya verkstäder för reparation och underhåll av flottans fartyg. År 1872 inleddes en omfattande upprustning för att möta de nya ångfartygens behov. De dittills i stort sett intakta galärskjulen på Galärvarvet förändrades i samband med detta till bland annat verkstäder. En mastkran anskaffades 1874, och åren 1875-79 anlades en ny slip, kajer och inte minst en stor torrdocka. Flera av de gamla galärskjulen revs senare och flera förstördes i en brand 1921. Idag återstår endast två stycken. 
Beckholmen köptes av Marinförvaltningen 1918, då fanns där redan två torrdockor byggda 1850. Ytterligare en docka byggdes där på 1920-talet.

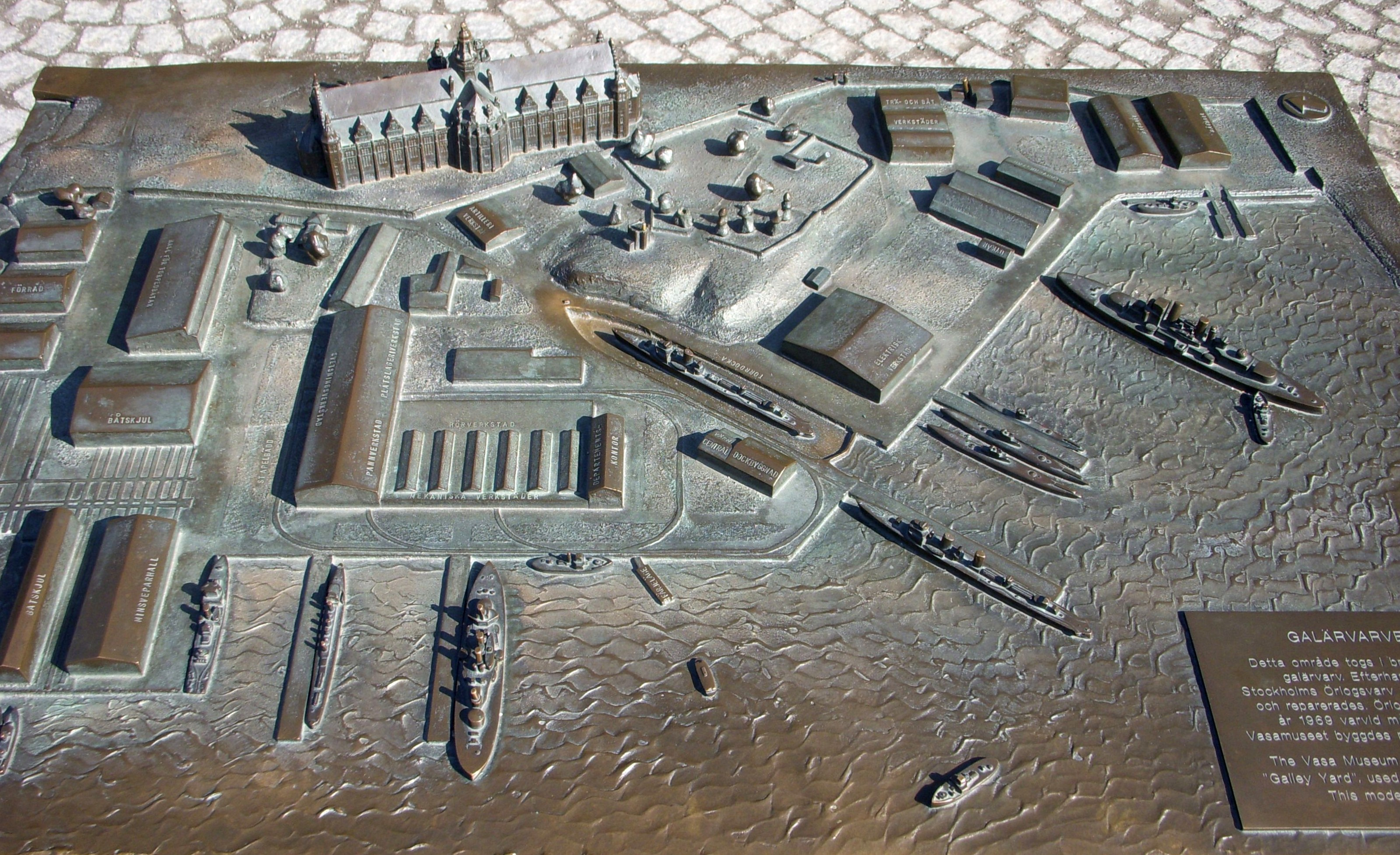
Stockholms örlogsvarv (Djurgårdssidan) 1942. Bronsmodell efter en idé av arkitekt Erik Ahnborg. I övre bildkanten syns Nordiska museet och i bildens mitt stora torrdockan som numera härbärgerar regalskeppet Vasa och Vasamuseet.

Varvet var en stor arbetsplats, och vid krigsslutet 1945 var antalet anställda över 1200. Hur det såg ut 1942 kan man se på en modell i brons, som finns vid Vasamuseets entré. Hjärtat i anläggningen var en stor torrdocka, omgiven av talrika verkstäder för bland annat rör, elektricitet, trä och plåtslageri. Vid kajen låg krigsfartyg och ubåtar förtöjda och nedanför departementskontoret fanns ett färjeläge för Djurgårdsfärjan.
Under 1960-talet inleddes en successiv avveckling av Galärvarvet. År 1969 lades varvet ned och verksamheten flyttades till Muskö. Beckholmens verkstäder och torrdockor övertogs då av Finnboda varv. Merparten av industribyggnaderna på Galärvarvet revs, och kajanläggningarna raserades. Området omdanades därefter till Galärparken. Mellan 1987 och 1990 byggdes Vasamuseet tvärs över den gamla torrdockan och regalskeppet Vasa placerades mitt i dockan.
På Skeppsholmen finns styckekranen och de flesta gamla verkstäderna kvar. Byggnaderna ligger bakom Moderna museet, och inramar en numera tom plats som delvis nyttjas som bilparkering.

## Exempel på fartyg byggda på varvet

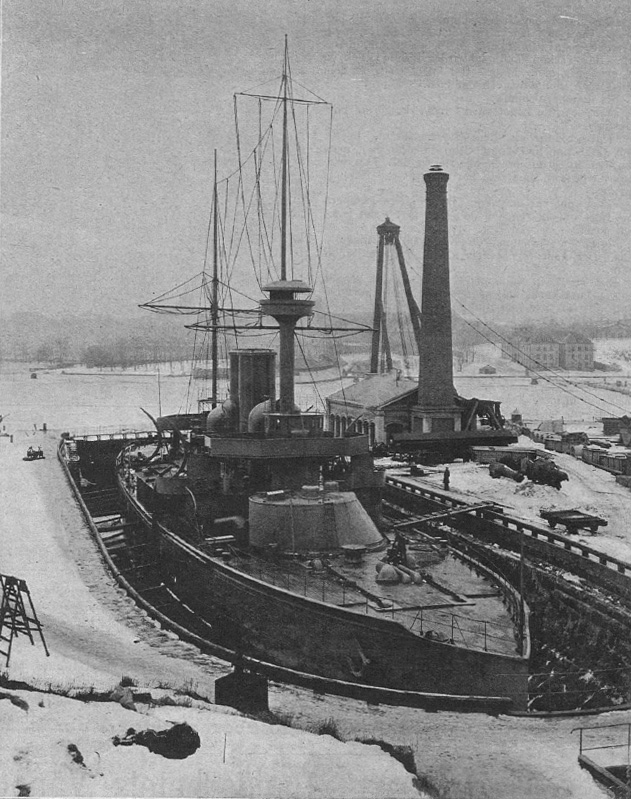
i docka 1899.

- Marinens första ubåt HMS Hajen, 1904
- Skonerten HMS Gladan (S01), 1946
- Skonerten HMS Falken (S02), 1947

## Chefer
- 1857–1866 – Pehr Erik Ahlgren
- 1872–1882 – Carl Henrik Kreüger
- 1882–1884 – Johan Henrik Ankarcrona
- 1886–1890 – Georg af Klercker
- 1893–1895 – Justus Osterman
- 1896–1899 – Jacob Hägg
- 1899–1903 – Carl Olsen
- 1903–1905 – Theodor Sandström
- 1910–1919 – Nils Anckers
- 1919–1923 – Carl Christian Engström
- 1923–1925 – Karl Wester
- 1925–1929 – Henrik Gisiko
- 1929–1935 – Hilmer Bergmark
- 1935–1938 – Nils Åkerblom
- 1938–1944 – Sture Håkanson
- 1944–1948 – Alex Simonsson
- 1948–1954 – Nils Wesström

## Bilder

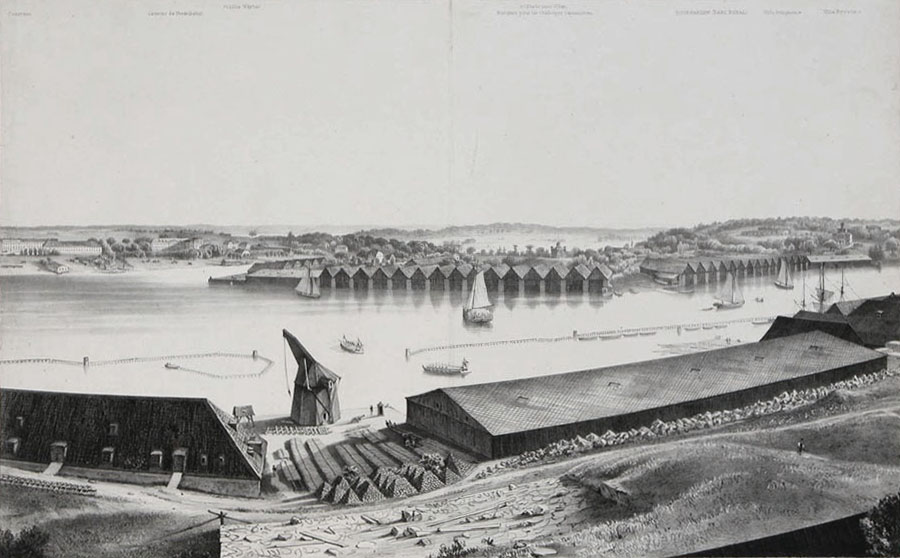
Örlogsvarvets områden på Skeppsholmen (närmast) och Djurgården ca 1850. Litografi av Carl Johan Billmark.
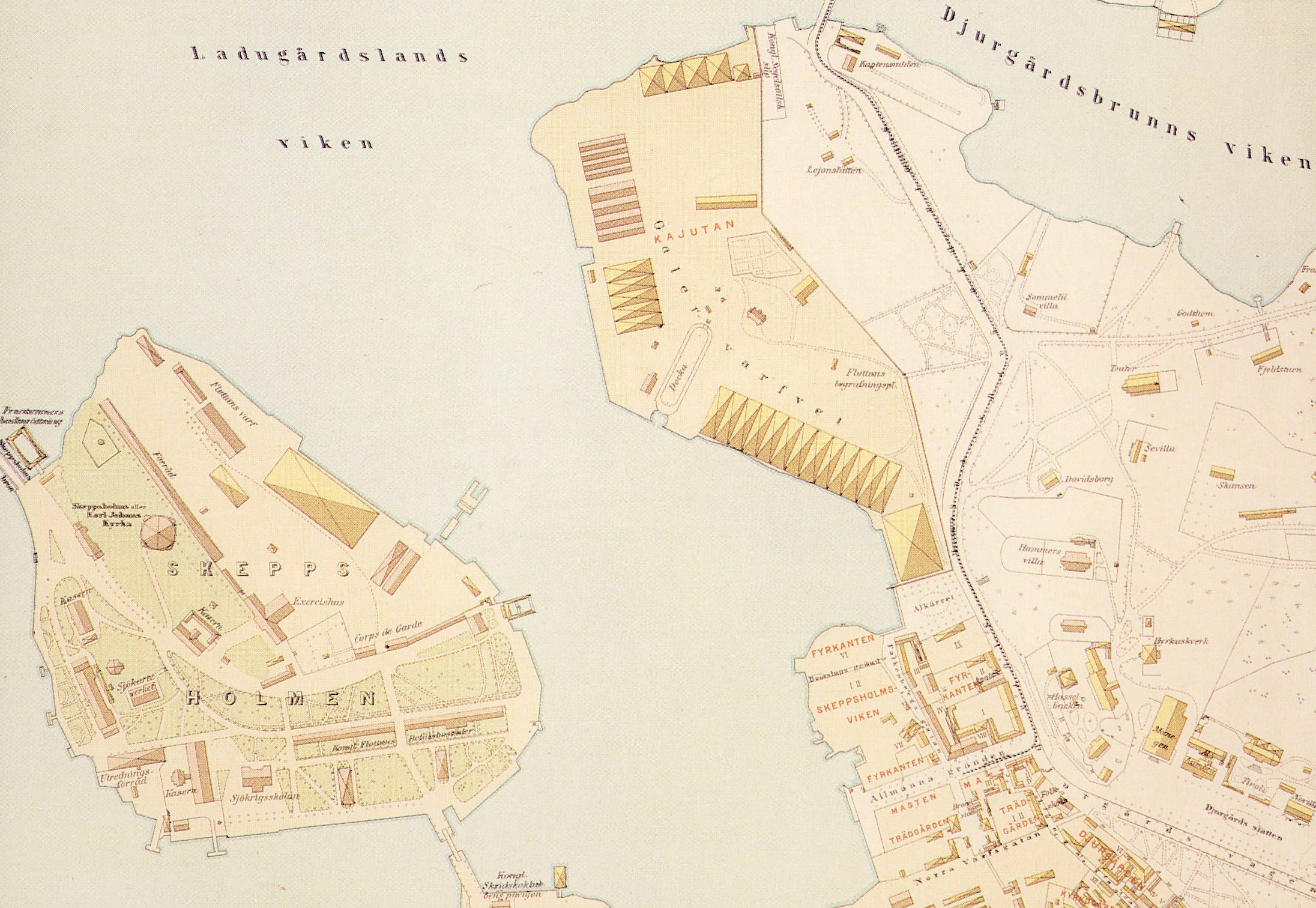
Örlogsvarvet 1885, med Skeppsholmen (vänster) och Galärvarvet (höger)
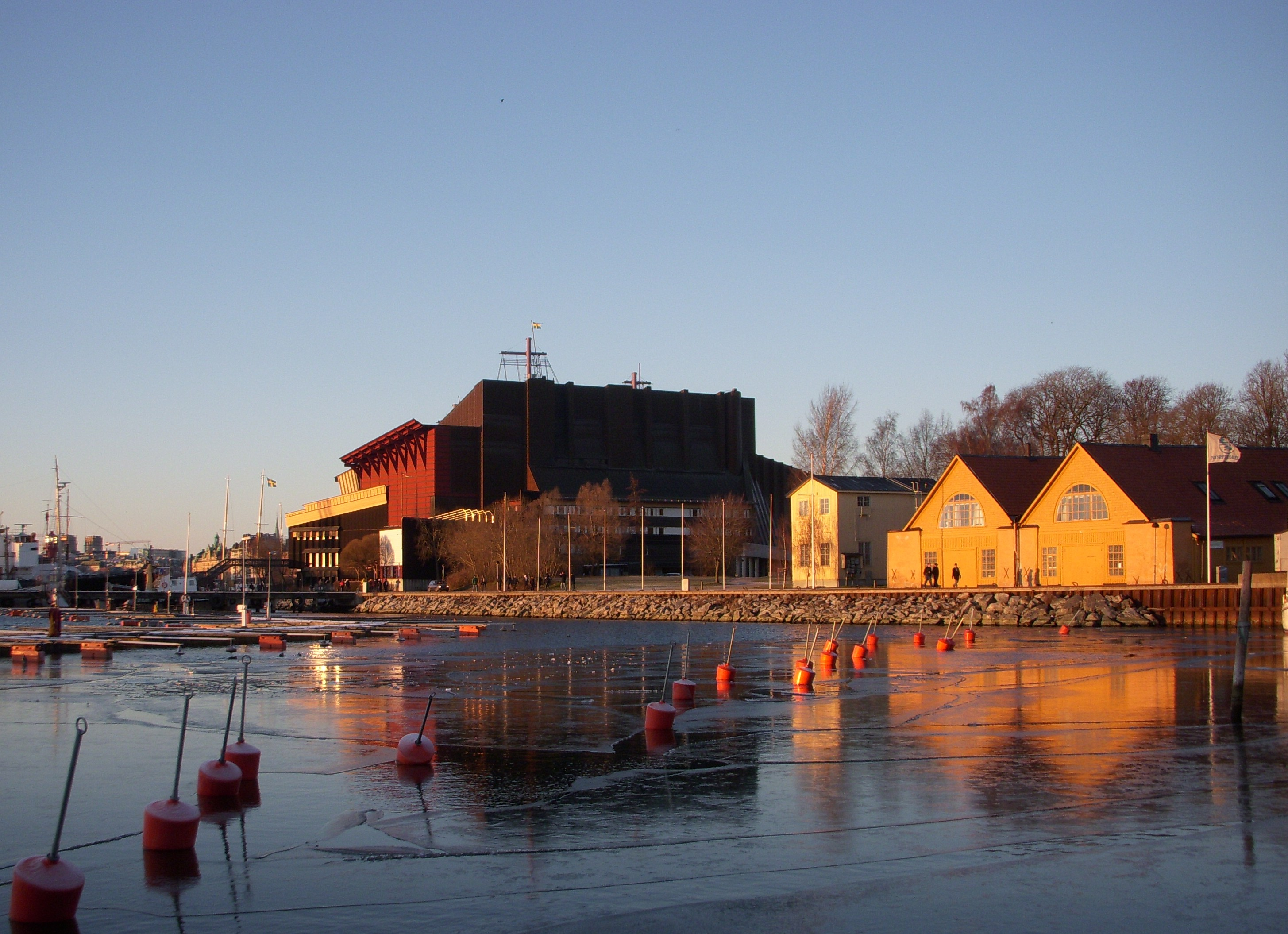
Örlogsvarvets område på Djurgården 2008 med Vasamuseet i mitten.
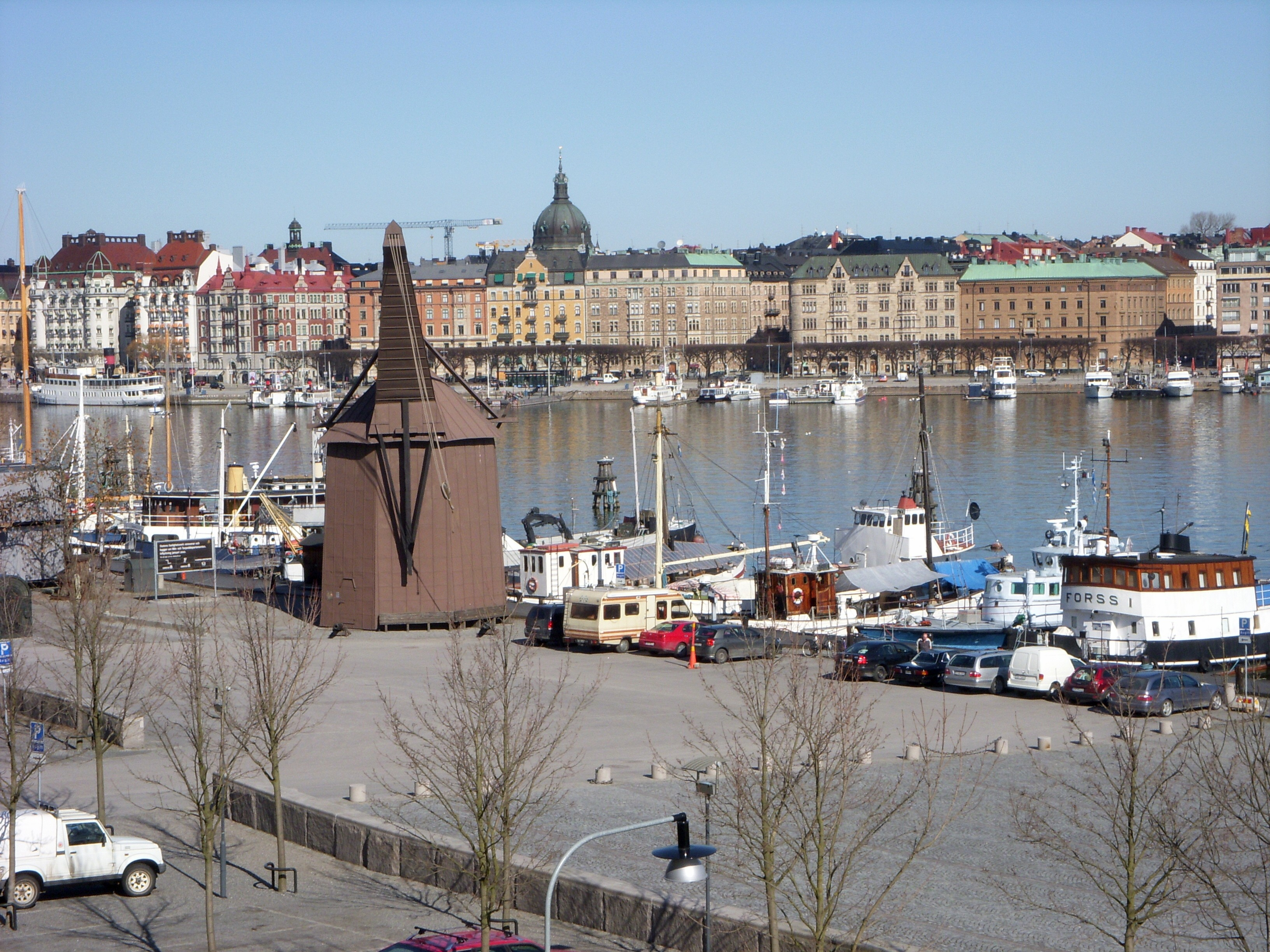
Örlogsvarvets område på Skeppsholmen 2009 med Styckekranen till vänster.